# 36 Farmhouse
36 Farmhouse er en indisk film fra 2022 af Ram Ramesh Sharma.

## Medvirkende
- Vijay Raaz som Raunak Singh
- Madhuri Bhatia som Padmini Raj Singh
- Sanjay Mishra som Jai Prakash "JP"
- Amol Parashar som Harry Prakash
- Ashwini Kalsekar som Benny
- Barkha Singh som Antara Raj Singh
- Flora Saini som Mithika Singh